# Sjukamp för damer vid olympiska sommarspelen 2012
Damernas sjukamp vid olympiska sommarspelen 2012 i London i Storbritannien avgjordes den 3–4 augusti. 

## Medaljörer
| Event   | Guld                         | Guld                         | Silver                     | Silver                     | Brons                     | Brons                     |
| Sjukamp | Jessica Ennis Storbritannien | Jessica Ennis Storbritannien | Lilli Schwarzkopf Tyskland | Lilli Schwarzkopf Tyskland | Tatjana Tjernova Ryssland | Tatjana Tjernova Ryssland |

## Program
Tider anges i lokal tid, det vill säga västeuropeisk sommartid (UTC+1).
| Datum                       | Tid                     | Omgång                                        |
| --------------------------- | ----------------------- | --------------------------------------------- |
| Fredagen den 3 augusti 2012 | 10:05 11:15 19:00 20:45 | 100 meter häck Höjdhopp Kulstötning 200 meter |
| Lördagen den 4 augusti 2012 | 10:05 11:40 20:35       | Längdhopp Spjutkastning 800 meter             |

## Resultat
| Placering | Idrottare                        | Poäng         | 100 m h       | Höjd         | Kula          | 200 m         | Längd        | Spjut        | 800 m        |
| --------- | -------------------------------- | ------------- | ------------- | ------------ | ------------- | ------------- | ------------ | ------------ | ------------ |
| 1         | Jessica Ennis (GBR)              | 6955 (WL, NR) | 1195 12,54 s♦ | 1054 1,86 m  | 813 14,28 m   | 1096 22,83 s♦ | 1001 6,48 m  | 812 47,49 m  | 984 2.08,65♦ |
| 2         | Lilli Schwarzkopf (GER)          | 6649 (PB)     | 1086 13,26 s  | 1016 1,83 m  | 845 14,77 m   | 908 24,77 s   | 943 6,30 m   | 894 51,73 m  | 957 2.10,50  |
| 3         | Tatyana Chernova (RUS)           | 6628          | 1053 13,48 s  | 978 1,80 m   | 805 14,17 m   | 1013 23,67 s  | 1020 6,54 m♦ | 788 46,49 m  | 971 2.09,56  |
| 4         | Lyudmyla Yosypenko (UKR)         | 6618 (PB)     | 1087 13.25 s  | 1016 1.83 m  | 787 13.90 m   | 1012 23.68 s  | 946 6.31 m   | 853 49.63 m  | 917 2:13.28  |
| 5         | Austra Skujytė (LTU)             | 6599 (PB)     | 978 14.00 s   | 1132 1.92 m♦ | 1016 17.31 m♦ | 848 25.43 s   | 927 6.25 m   | 882 51.13 m  | 816 2:20.59  |
| 6         | Antoinette Nana Djimou Ida (FRA) | 6576 (PB)     | 1130 12.96 s  | 978 1.80 m   | 811 14.26 m   | 913 24.72 s   | 890 6.13 m   | 974 55.87 m  | 912 2:13.62  |
| 7         | Jessica Zelinka (CAN)            | 6480          | 1178 12.65 s  | 830 1.68 m   | 848 14.81 m   | 1047 23.32 s  | 822 5.91 m   | 778 45.75 m  | 977 2:09.15  |
| 8         | Kristina Savitskaja (RUS)        | 6452          | 1069 13.37 s  | 1016 1.83 m  | 845 14.77 m   | 937 24.46 s   | 915 6.21 m   | 738 43.70 m  | 932 2:12.27  |
| 9         | Laura Ikauniece (LAT)            | 6414 (=NR)    | 1020 13.71 s  | 1016 1.83 m  | 704 12.64 m   | 965 24.16 s   | 890 6.13 m   | 885 51.27 m  | 934 2:12.13  |
| 10        | Hanna Melnijtjenko (UKR)         | 6392          | 1077 13.32 s  | 978 1.80 m   | 725 12.96 m   | 972 24.09 s   | 975 6.40 m   | 742 43.86 m  | 923 2:12.90  |
| 11        | Brianne Theisen (CAN)            | 6383          | 1080 13.30 s  | 1016 1.83 m  | 720 12.89 m   | 947 24.35 s   | 853 6.01 m   | 792 46.47 m  | 975 2:09.27  |
| 12        | Dafne Schippers (NED)            | 6324          | 1053 13.48 s  | 978 1.80 m   | 772 13.67 m   | 1096 22.83 s♦ | 937 6.28 m   | 603 36.63 m  | 885 2:15.52  |
| 13        | Nadine Broersen (NED)            | 6319 (PB)     | 1030 13.64 s  | 1054 1.86 m  | 765 13.57 m   | 875 25.13 s   | 831 5.94 m   | 899 51.98 m  | 865 2:16.98  |
| 14        | Jessica Samuelsson (SWE)         | 6300 (PB)     | 1039 13.58 s  | 941 1.77 m   | 806 14.18 m   | 957 24.25 s   | 905 6.18 m   | 706 42.02 m  | 946 2:11.31  |
| 15        | Katarina Johnson-Thompson (GBR)  | 6267 (PB)     | 1053 13.48 s  | 1093 1.89 m  | 616 11.32 m   | 1007 23.73 s  | 908 6.19 m   | 636 38.37 m  | 954 2:10.76  |
| 16        | Sharon Day (USA)                 | 6232          | 1040 13.57 s  | 941 1.77 m   | 813 14.28 m   | 946 24.36 s   | 804 5.85 m   | 742 43.90 m  | 946 2:11.31  |
| 17        | Jana Maksimava (BLR)             | 6198 (PB)     | 983 13.97 s   | 1093 1.89 m  | 800 14.09 m   | 848 25.43 s   | 846 5.99 m   | 712 42.33 m  | 916 2:13.37  |
| 18        | Eliška Klučinová (CZE)           | 6109          | 977 14.01 s   | 978 1.80 m   | 723 12.93 m   | 887 25.00 s   | 890 6.13 m   | 776 45.65 m  | 878 2:16.08  |
| 19        | Ellen Sprunger (SUI)             | 6107          | 1072 13.35 s  | 867 1.71 m   | 702 12.62 m   | 1020 23.59 s  | 813 5.88 m   | 776 45.63 m  | 857 2:17.54  |
| 20        | Olga Kurban (RUS)                | 6084          | 1041 13.46 s  | 978 1.80 m   | 775 13.71 m   | 992 23.88 s   | 798 5.83 m   | 674 40.36 m  | 826 2:19.82  |
| 21        | Marisa De Aniceto (FRA)          | 6030          | 1015 13.74 s  | 867 1.71 m   | 733 13.09 m   | 863 25.26 s   | 777 5.76 m   | 899 51.98 m  | 876 2:16.20  |
| 22        | Györgyi Farkas (HUN)             | 6013          | 932 14.33 s   | 978 1.80 m   | 764 13.55 m   | 822 25.72 s   | 871 6.07 m   | 793 46.52 m  | 853 2:17.83  |
| 23        | Grit Šadeiko (EST)               | 6013          | 1050 13.50 s  | 903 1.74 m   | 690 12.43 m   | 957 24.25 s   | 883 6.11 m   | 747 44.12 m  | 783 2:23.01  |
| 24        | Sofia Ifadidou (GRE)             | 5947          | 1004 13.82 s  | 830 1.68 m   | 725 12.96 m   | 805 25.91 s   | 792 5.81 m   | 995 56.96 m♦ | 796 2:22.03  |
| 25        | Ivona Dadic (AUT)                | 5935          | 898 14.58 s   | 978 1.80 m   | 674 12.19 m   | 953 24.29 s   | 850 6.00 m   | 702 41.82 m  | 880 2:15.90  |
| 26        | Sarah Cowley (NZL)               | 5873          | 985 13.95 s   | 978 1.80 m   | 686 12.37 m   | 833 25.60 s   | 850 6.00 m   | 704 41.90 m  | 837 2:19.01  |
| 27        | Louise Hazel (GBR)               | 5856          | 1053 13.48 s  | 724 1.59 m   | 715 12.81 m   | 935 24.48 s   | 780 5.77 m   | 809 47.38 m  | 840 2:18.78  |
| 28        | Ida Marcussen (NOR)              | 5846          | 967 14.08 s   | 830 1.68 m   | 811 14.26 m   | 873 25.15 s   | 795 5.82 m   | 711 42.26 m  | 912 2:13.62  |
| 29        | Chantae McMillan (USA)           | 5688          | 1052 13.49 s  | 830 1.68 m   | 856 14.92 m   | 864 25.25 s   | 663 5.37 m   | 856 49.78 m  | 567 2:40.55  |
| 30        | Jennifer Oeser (GER)             | 5455          | 1062 13.42 s  | 978 1.80 m   | 805 14.16 m   | 944 24.39 s   | 871 6.07 m   | 795 46.61 m  | 0 DNF        |
| 31        | Julia Mächtig (GER)              | 5338          | 903 14.54 s   | 830 1.68 m   | 860 14.99 m   | 852 25.38 s s | 322 4.06 m   | 752 44.40 m  | 819 2:20.34  |
| 32        | Irina Karpova (KAZ)              | 5319          | 949 14.21 s   | 830 1.68 m   | 640 11.68 m   | 849 25.42 s   | 759 5.70 m   | 586 35.75 m  | 706 2:28.93  |
| —         | Hyleas Fountain (USA)            | DNF           | 1170 12.70 s  | 1054 1.86 m  | 660 11.99 m   | 1016 23.64 s  | 865 6.05 m   | 319 21.60 m  | DNS          |
| —         | Uhunoma Osazuwa (NGR)            | DNF           | 1056 13.46 s  | 941 1.77 m   | 712 12.77 m   | 922 24.62 s   | 771 5.74 m   | DNS          | DNS          |
| —         | Karolina Tymińska (POL)          | DNF           | 1091 13.22 s  | 830 1.68 m   | 777 13.74 m   | 1009 23.71 s  | NM           | DNS          | DNS          |
| —         | Natalja Dobrynska (UKR)          | DNF           | 1040 13.57 s  | 1016 1.83 m  | 864 15.05 m   | 915 24.69 s   | 242 3.70 m   | DNS          | DNS          |
| —         | Sara Aerts (BEL)                 | DNF           | 1133 12.94 s  | 795 1.65 m   | 823 14.43 m   | DNF           | DNS          | DNS          | DNS          |
| —         | Aiga Grabuste (LAT)              | DNF           | 1028 13.65 s  | 941 1.77 m   | 762 13.52 m   | DNS           | DNS          | DNS          | DNS          |
| —         | Margaret Simpson (GHA)           | DNS           | DNS           | DNS          | DNS           | DNS           | DNS          | DNS          | DNS          |